# Mangifera blommesteinii
Mangifera blommesteinii là một loài thực vật thuộc họ Anacardiaceae. Loài này có ở Indonesia và Malaysia.